# Грейт-Ойстер-Бей
Грейт-О́йстер-Бей (англ. Great Oyster Bay — «большой устричный залив») — крупный, хорошо защищённый залив на востоке Тасмании (Австралия), соединённый с Тасмановым морем.

## География
Грейт-Ойстер-Бей ограничен береговой линией острова Тасмания с запада, севера и востока, а его южная часть соединяется с Тасмановым морем.

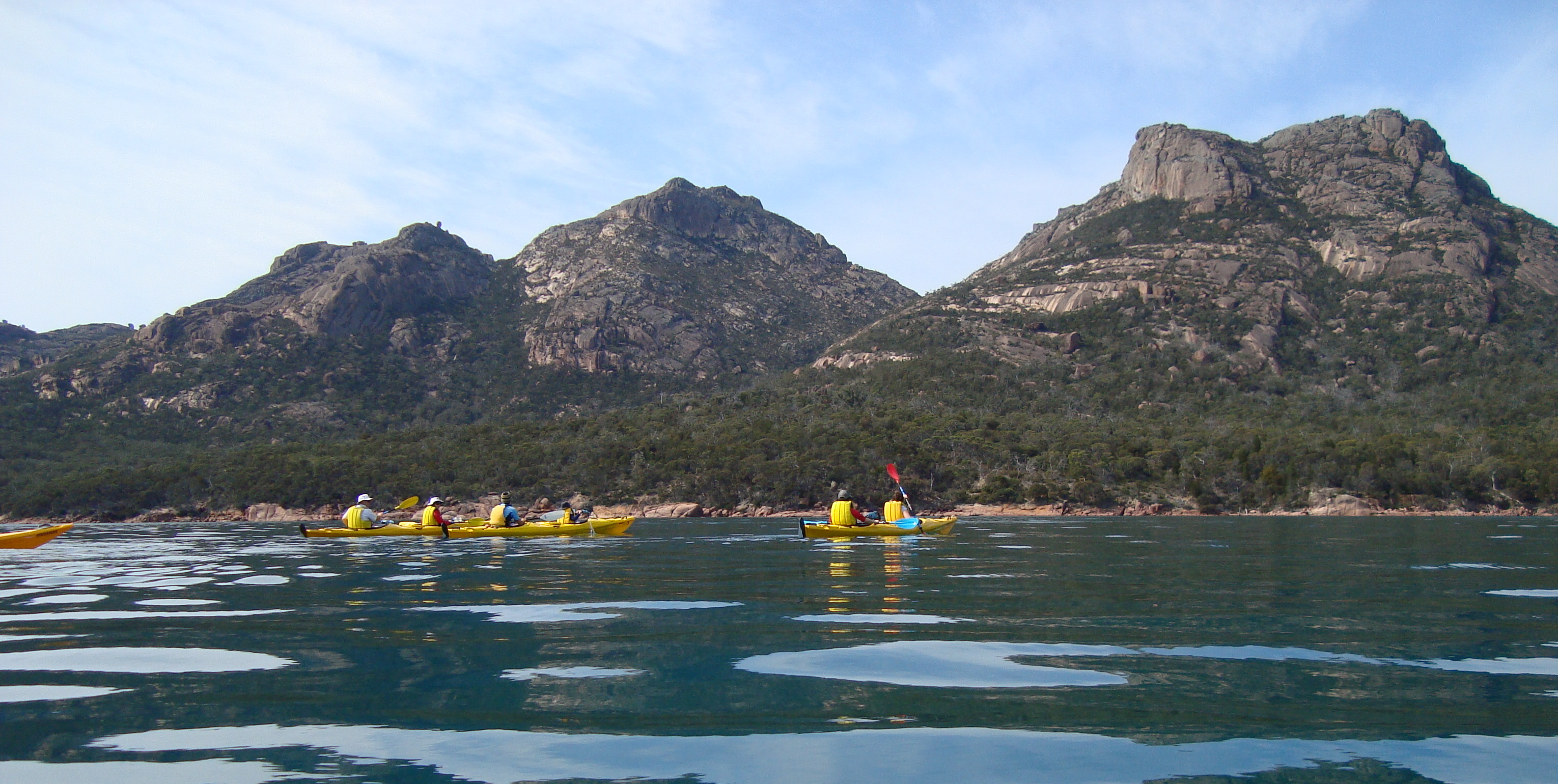
Каякинг у восточного побережья залива Грейт-Ойстер-Бей, недалеко от Колс-Бей. На заднем плане — горы Те-Хазардс

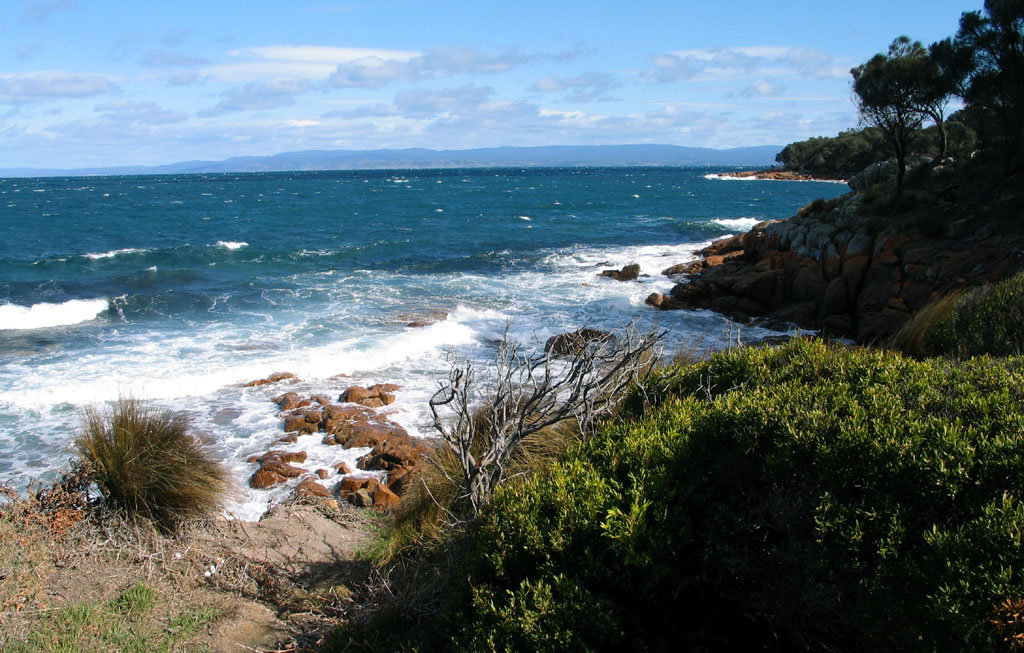
Вид на бухту Колс-Бей и залив Грейт-Ойстер-Бей от полуострова Фрейсине

Вдоль западной границы залива проходит автомобильная дорога  Тасман-Хайвей. Недалеко от северной оконечности залива на этой дороге находится небольшой город Суонси (Swansea). В 27 км южнее Суонси находится посёлок Литл-Суонпорт (Little Swanport), у которого в Грейт-Ойстер-Бей впадает река Литл-Суонпорт (Little Swanport River).

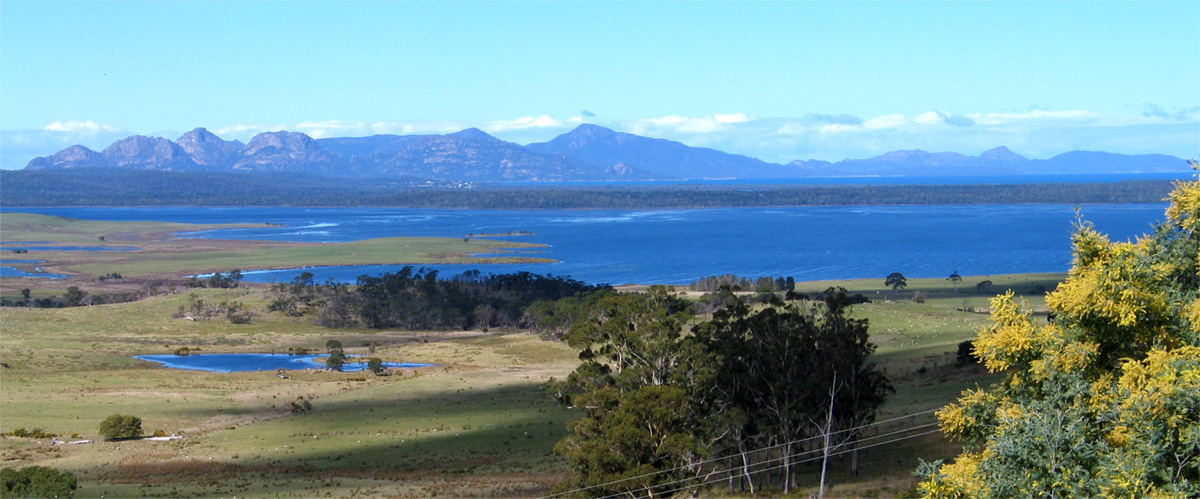
Вид на полуостров Фрейсине и горы Те-Хазардс через залив Грейт-Ойстер-Бей

С севера залив ограничен косой, на которой находятся берег Найн-Майл-Бич (англ. Nine-Mile Beach — «девятимильный пляж») и посёлок Долфин-Сандс (Dolphin Sands). Севернее косы находится лагуна Моултинг, образованная реками Аспли (Aspley River) и Суон (Swan River), впадающими в Грейт-Ойстер-Бей в его северо-восточной части. Вдоль косы идёт дорога Dolphin Sands Road.
С востока залив Грейт-Ойстер-Бей ограничен полуостровом Фрейсине, длина которого (с севера на юг) составляет примерно 23 км. К югу от полуострова находится остров Шутен (Schouten Island), вместе с которым он составляет национальный парк Фрейсине. Остров Шутен отделён от полуострова одноимённым проливом шириной 1,6 км (Schouten Passage).
К полуострову Фрейсине от автомобильной дороги Tasman Highway ответвляется дорога Coles Bay Road, по которой можно доехать до небольшого посёлка Колс-Бей, находящегося на севере полуострова, на восточном берегу залива Грейт-Ойстер-Бей, недалеко от въезда в национальный парк Фрейсине. Недалеко от Колс-Бей возвышается горная гряда Те-Хазардс, включающая в себя четыре основные вершины — Мейсон (Mount Mayson), Эймос (Mount Amos), Дов (Mount Dove) и Парсонс (Mount Parsons).
Горы Те-Хазардс хорошо видны с западной и северной сторон залива Грейт-Ойстер-Бей, откуда также можно увидеть горы южной оконечности полуострова — Фрейсине (Mount Freycinet) и Грейам (Mount Graham).